# Naysar
Nāysar (farsi نايسر) è una città dello shahrestān di Sanandaj, circoscrizione Centrale, nella provincia iraniana del Kurdistan. Aveva, nel 2006, una popolazione di 12.480 abitanti.